# (4076) Dörffel
(4076) Dörffel ist ein Hauptgürtelasteroid, der am 19. Oktober 1982 von Freimut Börngen vom Karl-Schwarzschild-Observatorium aus entdeckt wurde.
Der Asteroid wurde nach dem Theologen und Amateurastronomen Georg Samuel Dörffel (1643–1688) benannt.